# كبلر-445b
كيبلر 445 بي (بالإنجليزية: Kepler-445b)‏ هو كوكب خارج المجموعة الشمسية، في كوكبة الدجاجة (كوكبة).

## الاكتشاف
اكتشف في 2015.